# 쿠시카츠

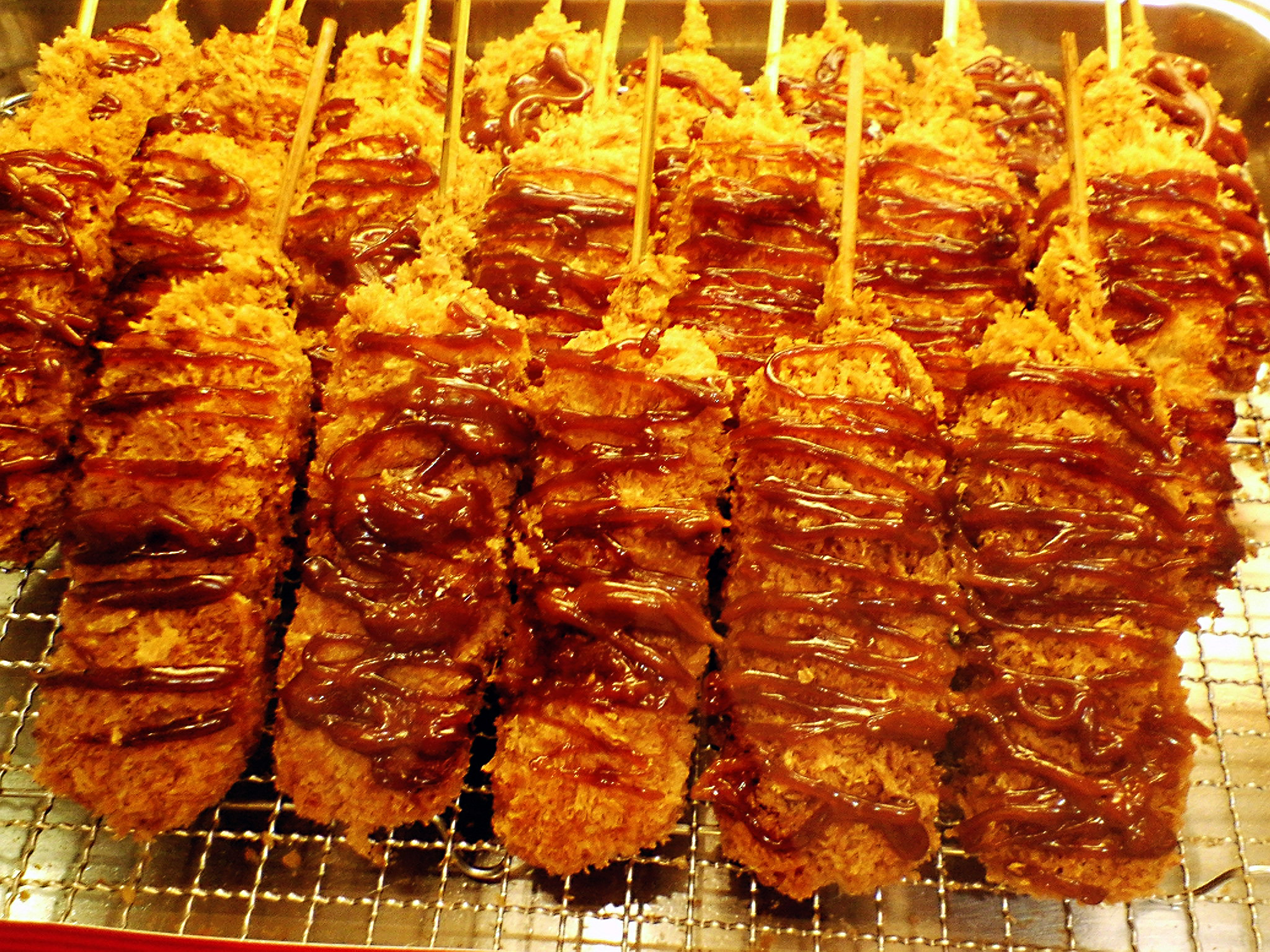
구시카쓰

쿠시카츠(串カツ 구시카쓰[*])는 돼지고기와 채소를 꼬치에 꽂아 기름에 튀겨낸 일본 요리이다. 지역에 따라 식재료, 조리법, 호칭 등이 다를 수 있다. 오사카 발상의 쿠시카츠는 다른 지방에서 쿠시아게(일본어: 串揚げ 구시아게[*])라고 구별하여 부르기도 한다.
쿠시카츠는 닭고기, 돼지고기, 해산물, 제철 야채로 만들 수 있다. 대나무 꼬치에 꽂는 꼬치 형태이다. 계란, 밀가루, 판코에 담근다. 그리고 식물성 기름에 튀긴다. 이것들은 바로 제공되거나 돈까스 소스와 함께 제공될 수 있다.

## 같이 보기
- 케밥